# Arnold Lang
Arnold Lang, född 18 juni 1855 i kantonen Aargau, död 30 november 1914, var en schweizisk zoolog. 
Lang, som var professor i zoologi och jämförande anatomi vid universitetet i Zürich, gjorde sig främst känd som framstående bearbetare av plattmaskarnas organisation och utveckling. Bland hans skrifter kan nämnas flera undersökningar rörande nervsystemet hos plattmaskarna (1879-1882), Die Polycladen des Golfes von Neapel (1885), Lehrbuch der vergleichenden Anatomie der Wirbellosen Tiere (andra upplagan 1900), Ob die Wassertiere hören (1904), Ueber die Mendelschen Gesetze, Art- und Varietätenbildung, Mutation und Variation, insbesonders bei unseren Hain- und Gartenschnecken (1906). Lang blev ledamot av Vetenskapssocieteten i Uppsala 1901 och av svenska Vetenskapsakademien 1910.